# Izvoarele, Maramureș
Izvoarele este un sat în comuna Cernești din județul Maramureș, Transilvania, România.

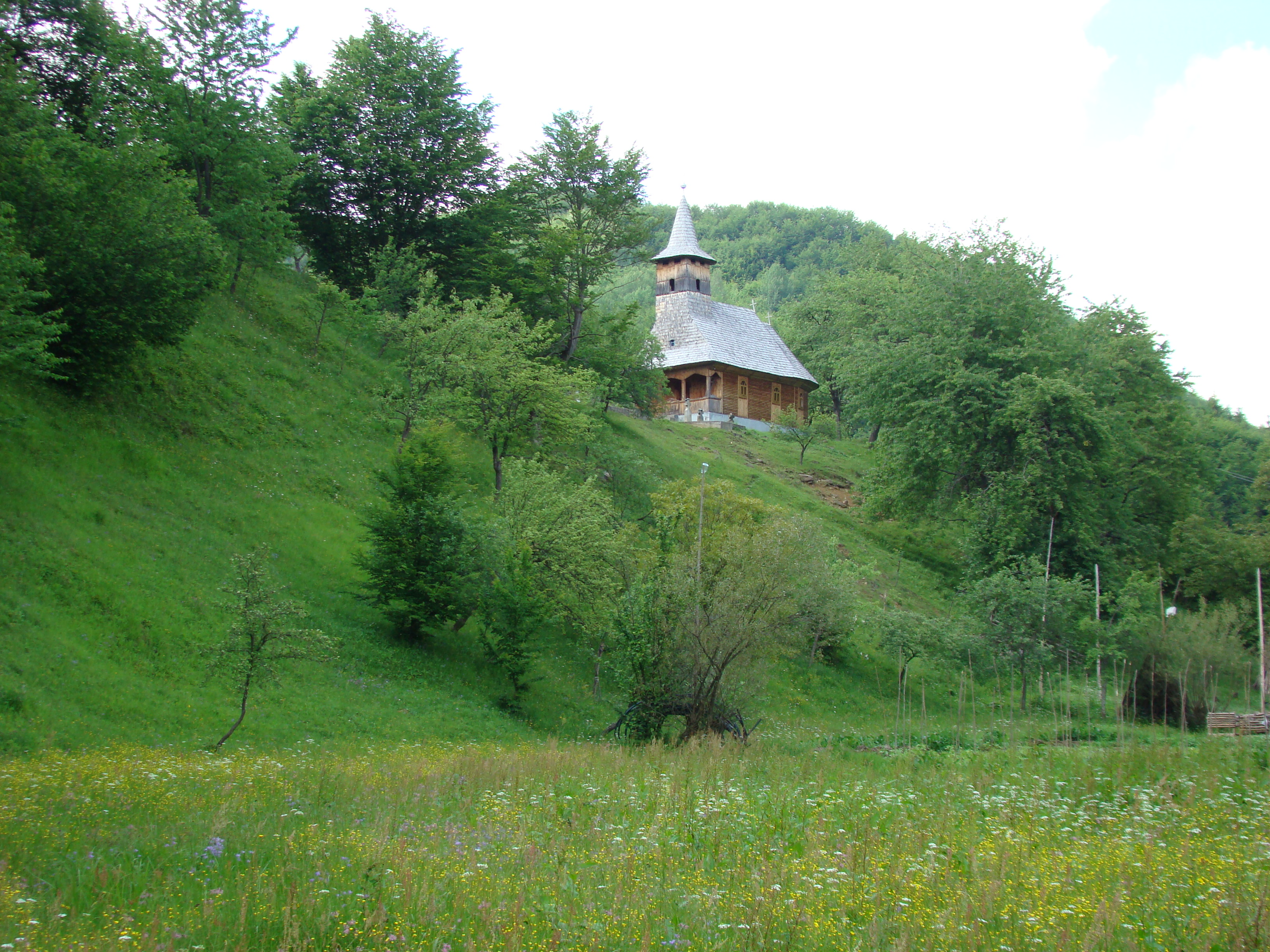
Biserica de lemn Cuvioasa Paraschiva

## Istoric
Numele vechi a localității este Bloaja. Se numește Izvoarele din anul 1964.
Prima atestare documentară: 1770 (predium Blosa). 

## Așezare
Satul este situat la aproximativ 6 km de localitatea Ciocotiș, in amontele văii Bloaja, în spatele Vârfului Șatra lui Pintea (1049 m). La nord este invecinat cu orașul Cavnic, la est cu Plopiș, iar la sud-vest cu Ciocotiș.
Accesul se face pe drumul județean DJ 182 Baia Mare-Tg. Lăpuș, după care se urmărește indicatorul spre localitatea Ciocotiș.
Satul este format din aproximativ 15 gospodării.

## Etimologie
Etimologia numelui localității: din subst. izvor „fântână" (< sl. izvorŭ), la pl., art. 

## Demografie
La recensământul din 2011, populația era de 48 locuitori. 

## Monumente istorice
- Biserica de lemn Sfântul Ioan Evanghelistul
- Biserica de lemn Cuvioasa Paraschiva

## Imagini

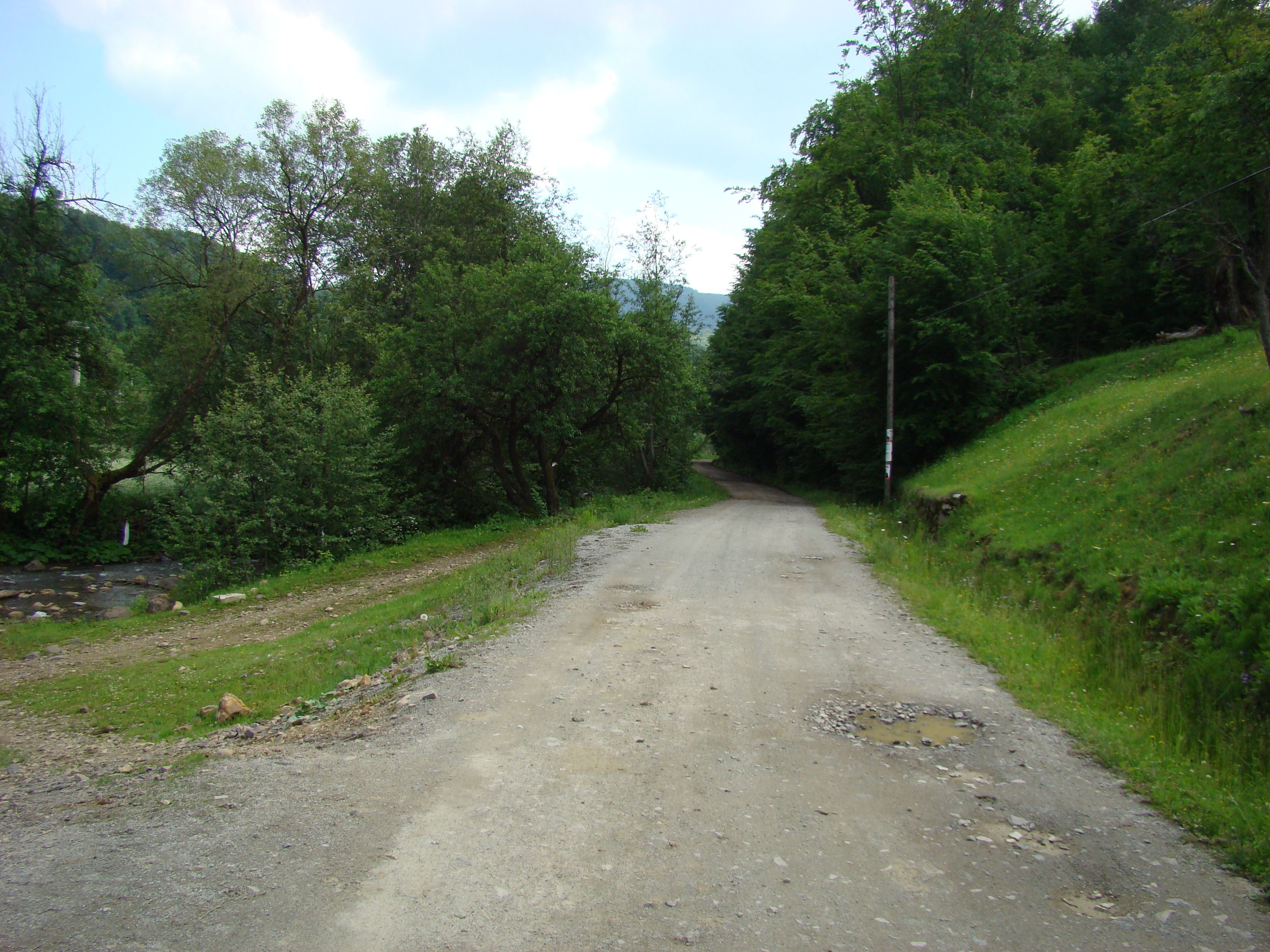
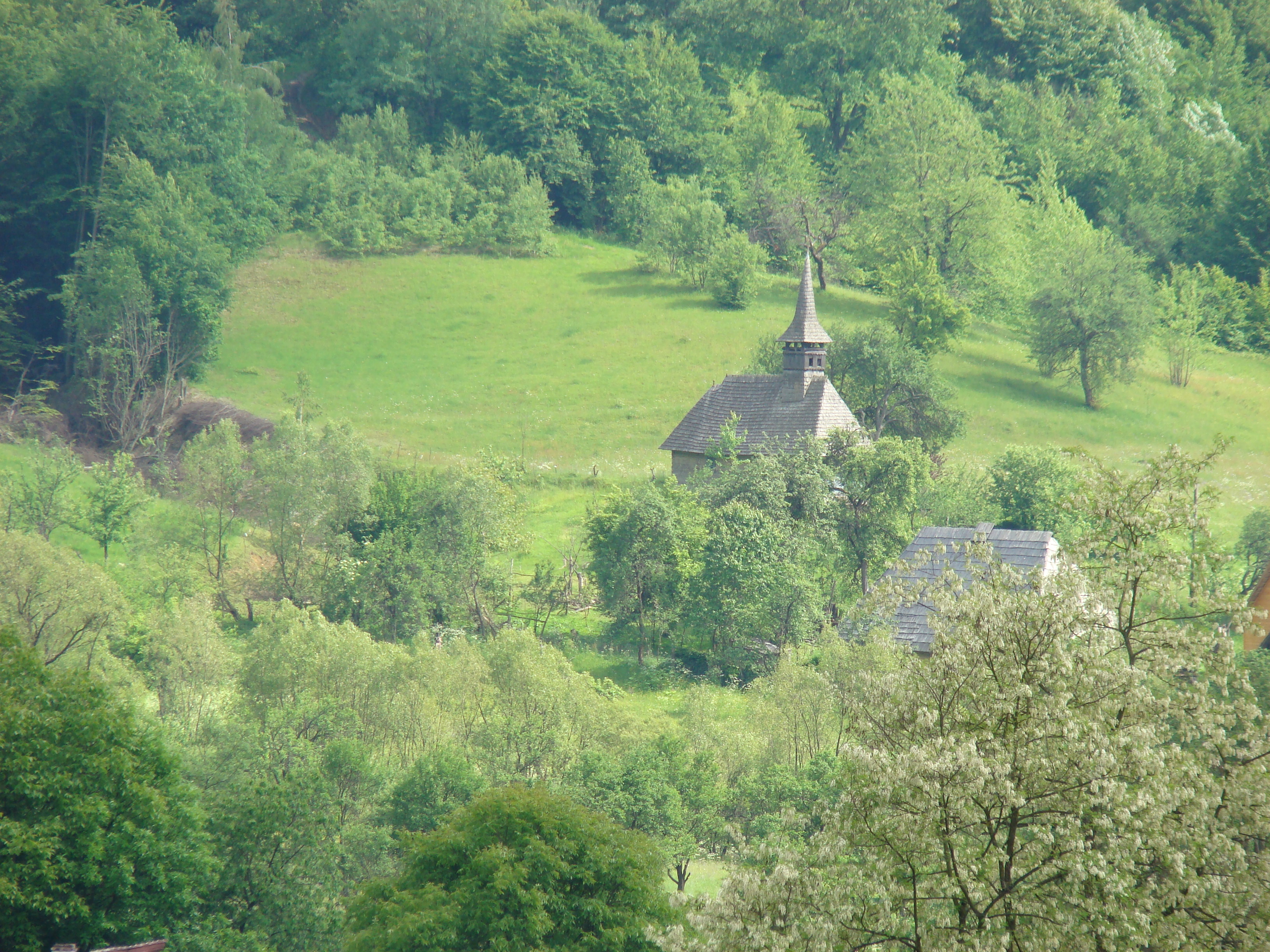
Biserica de lemn Sfântul Ioan Evanghelistul
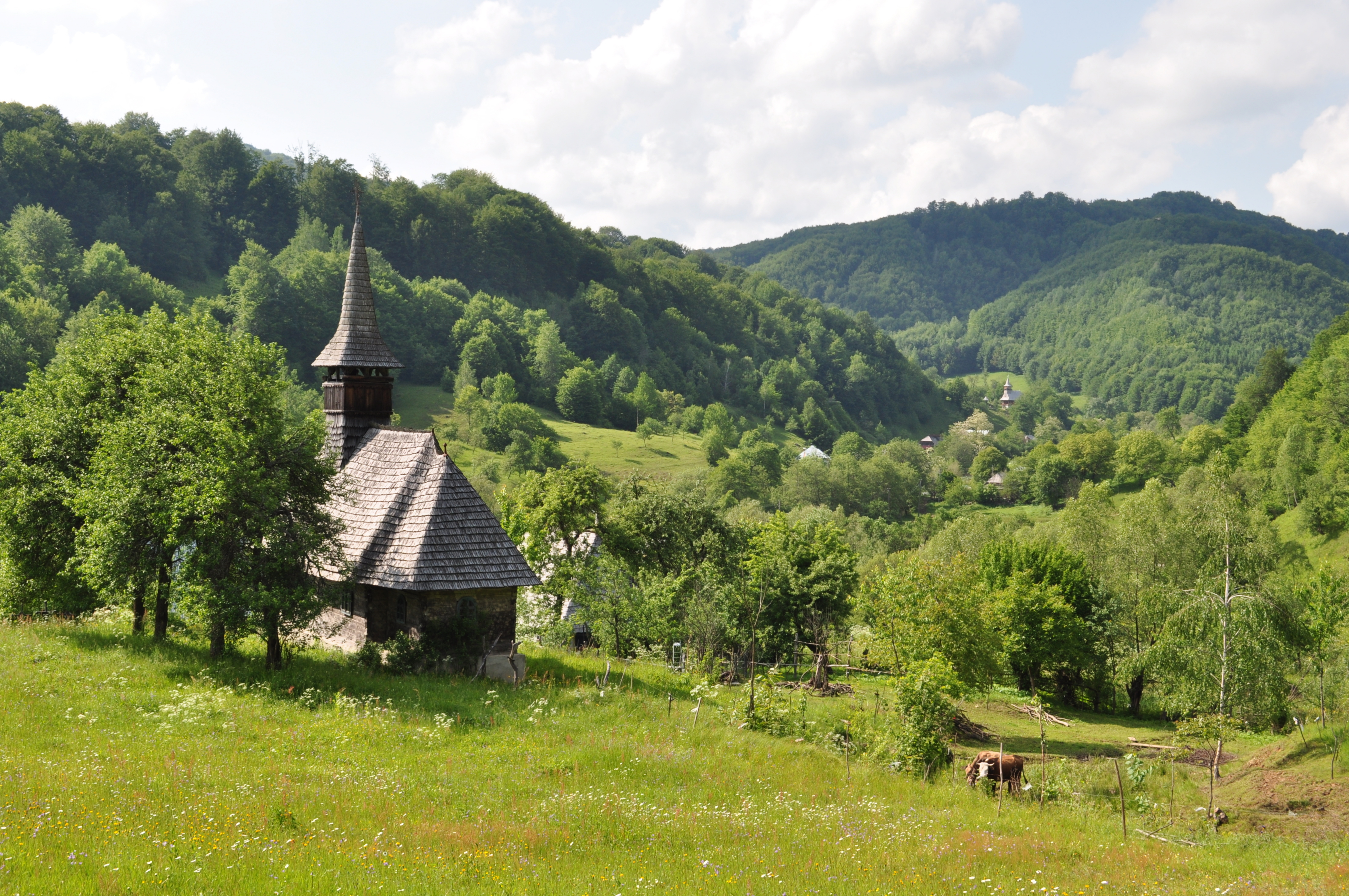
Panoramă din locul numit „Pe secătură"
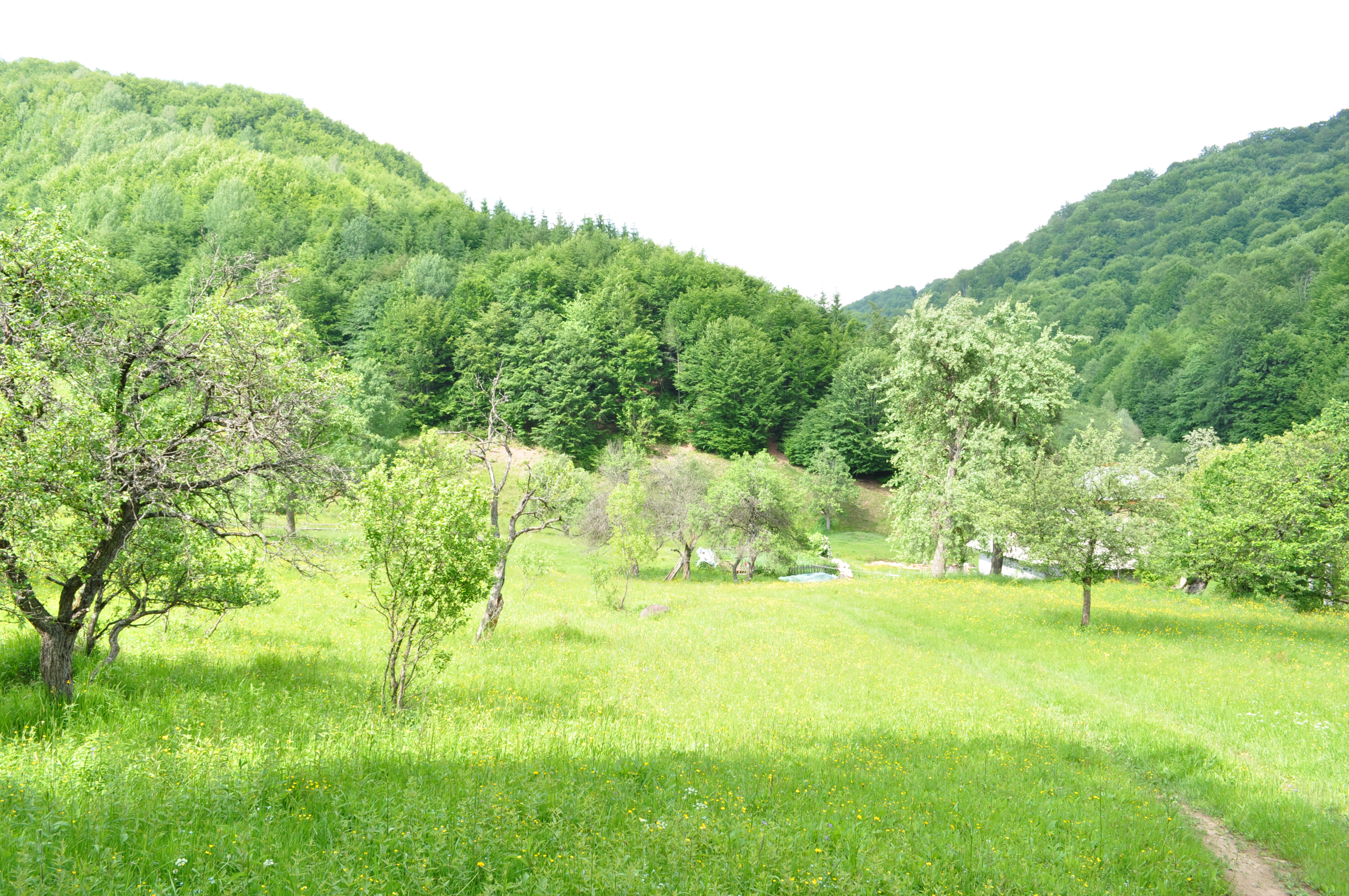
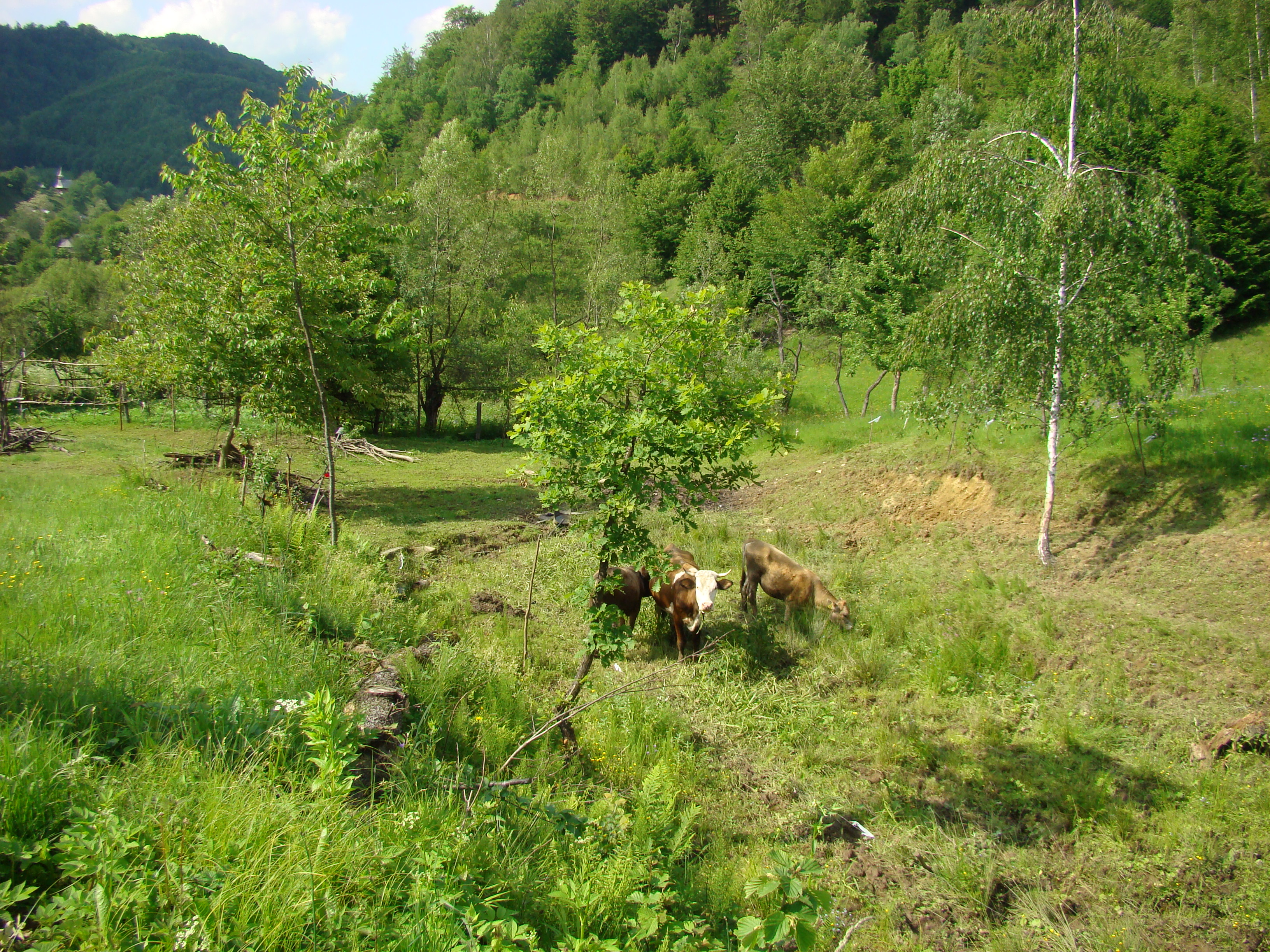
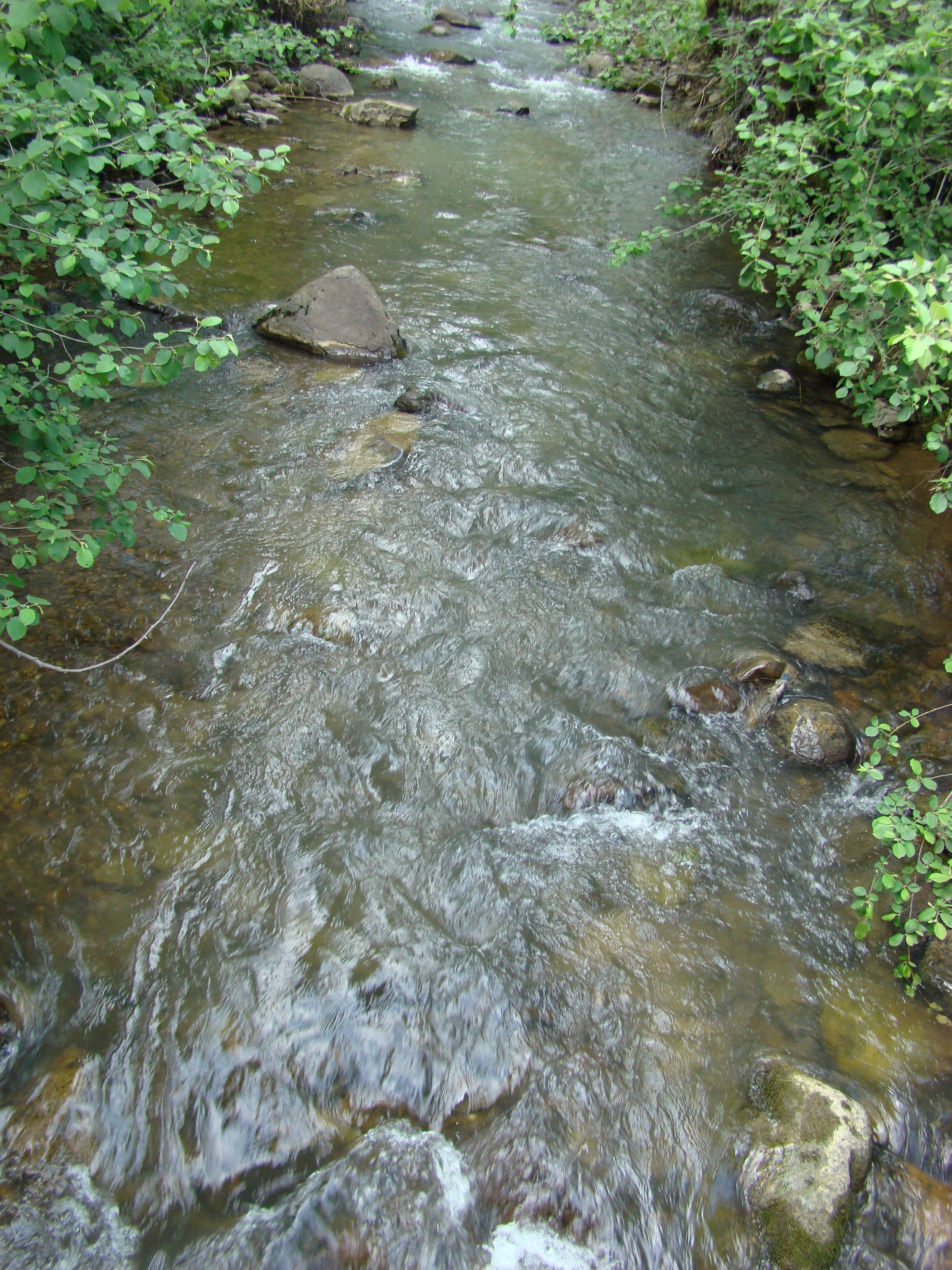
Râul Bloaja
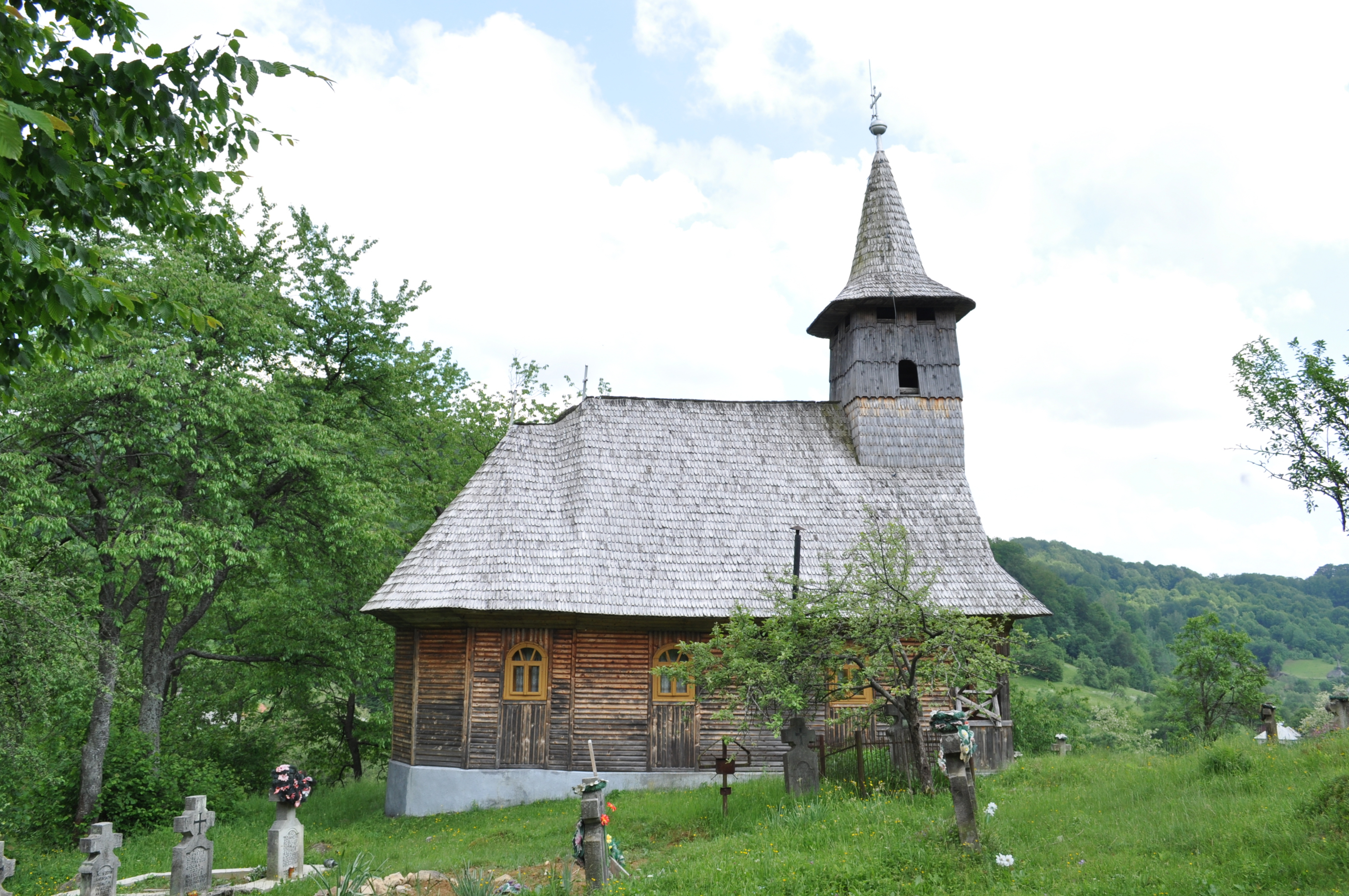
Biserica de lemn Cuvioasa Paraschiva
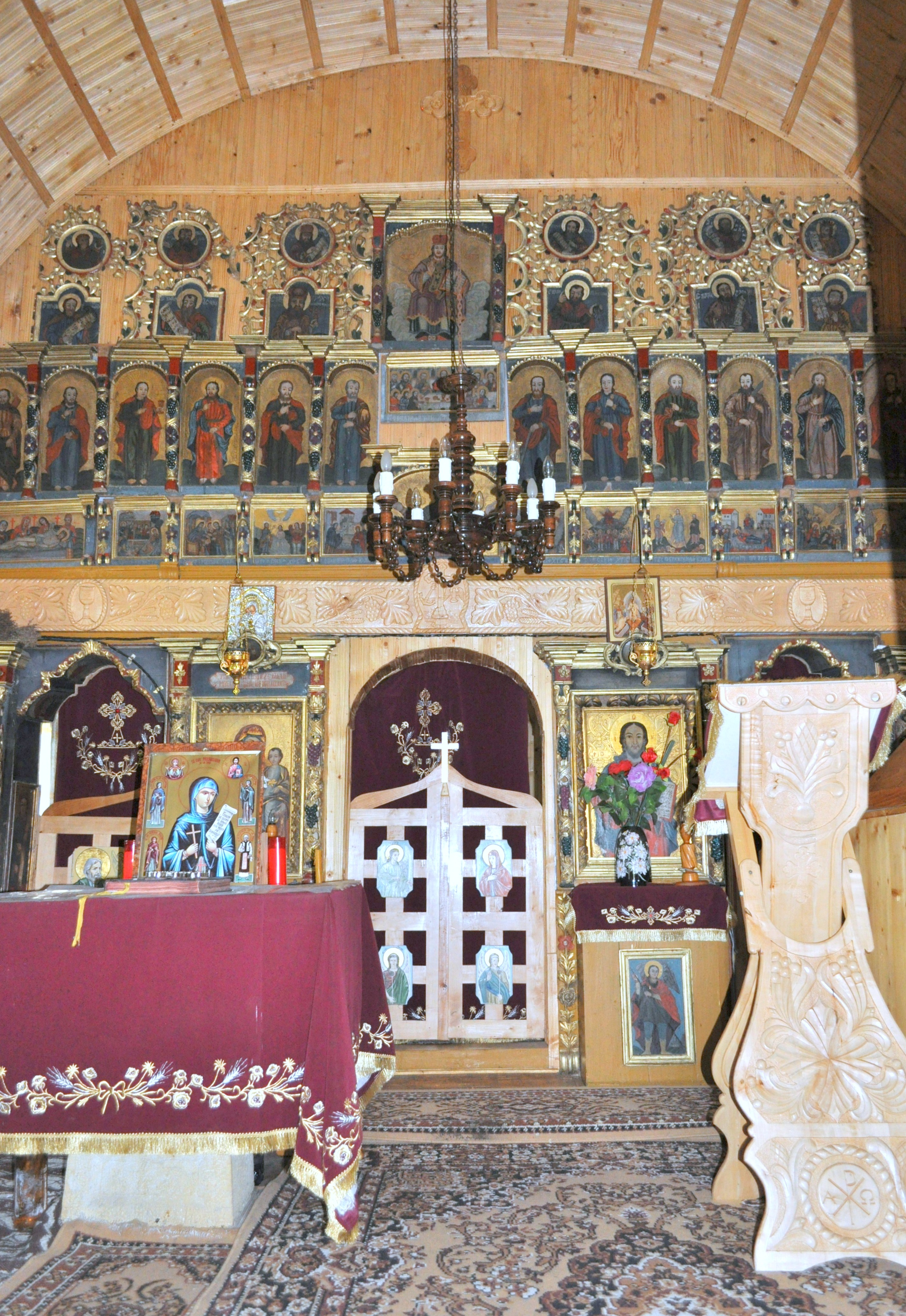
Biserica de lemn Cuvioasa Paraschiva
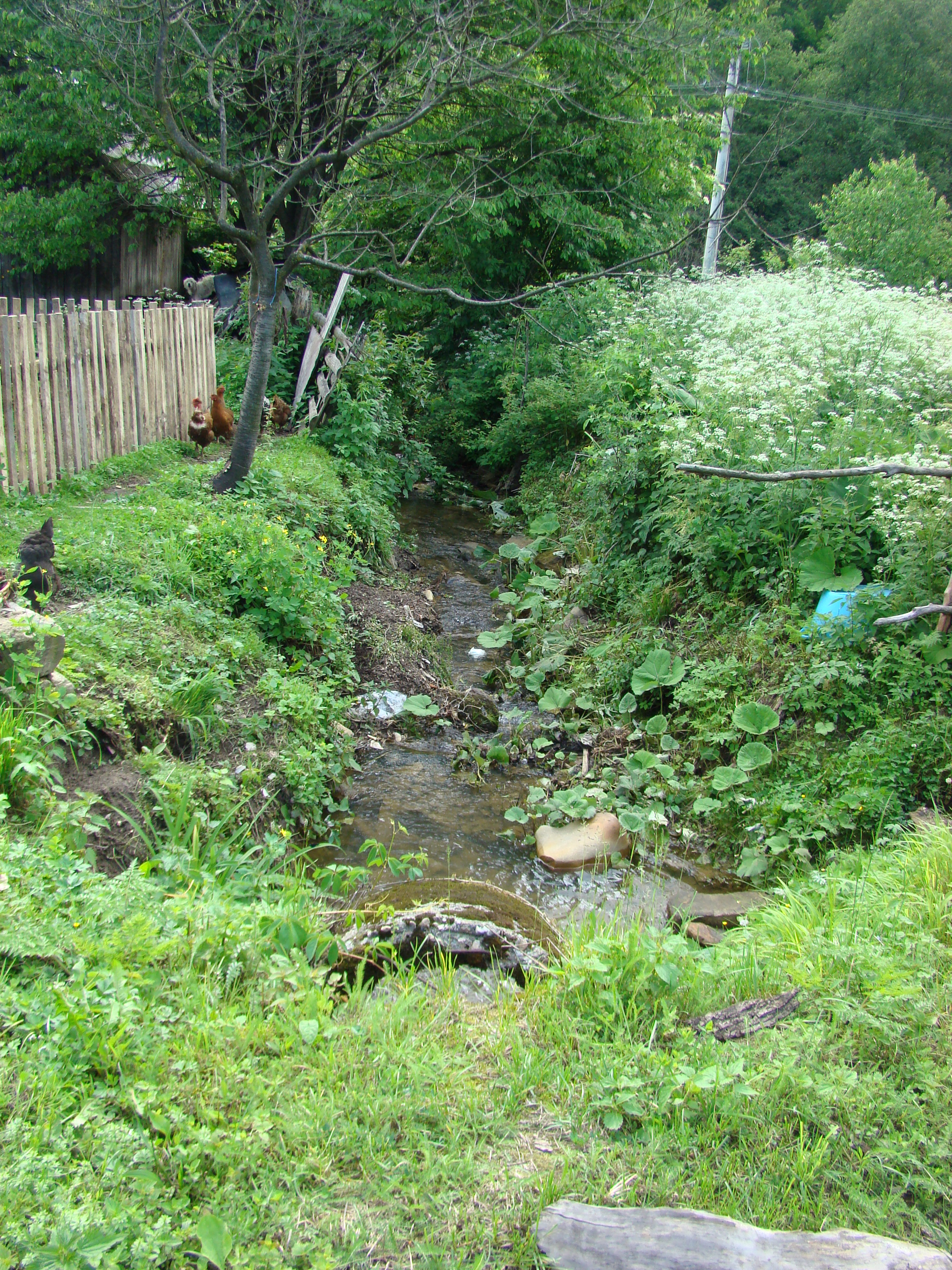
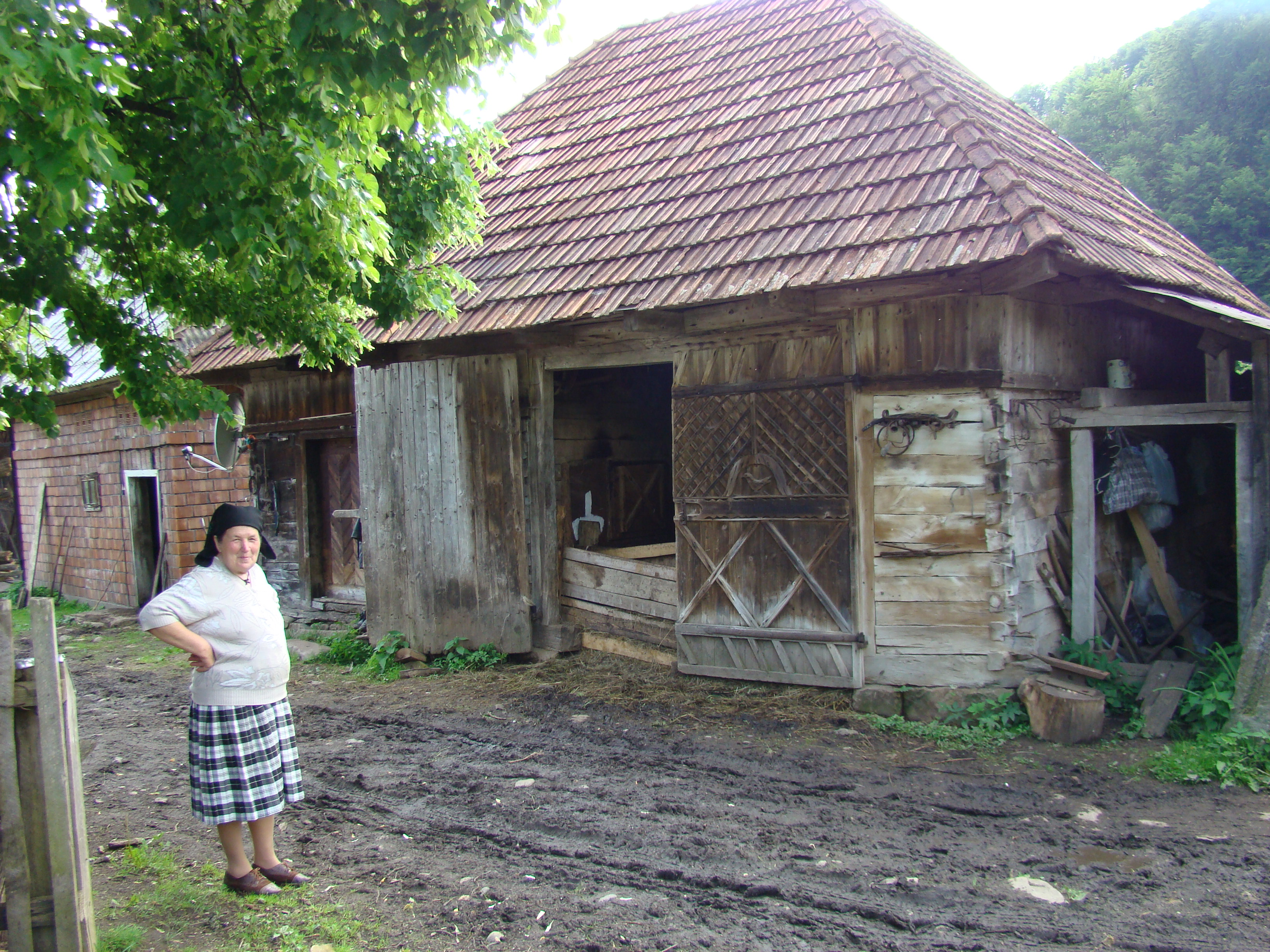
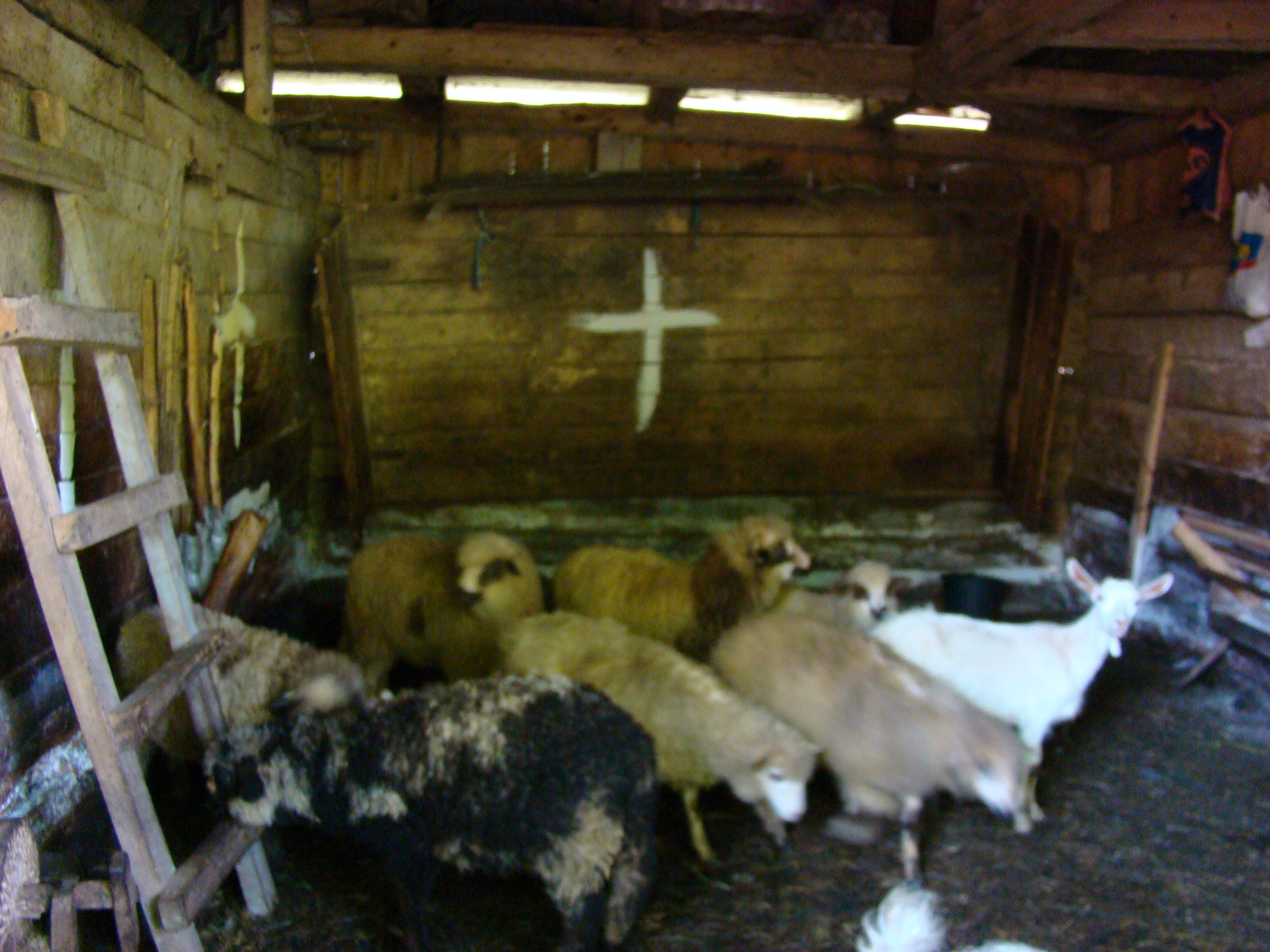
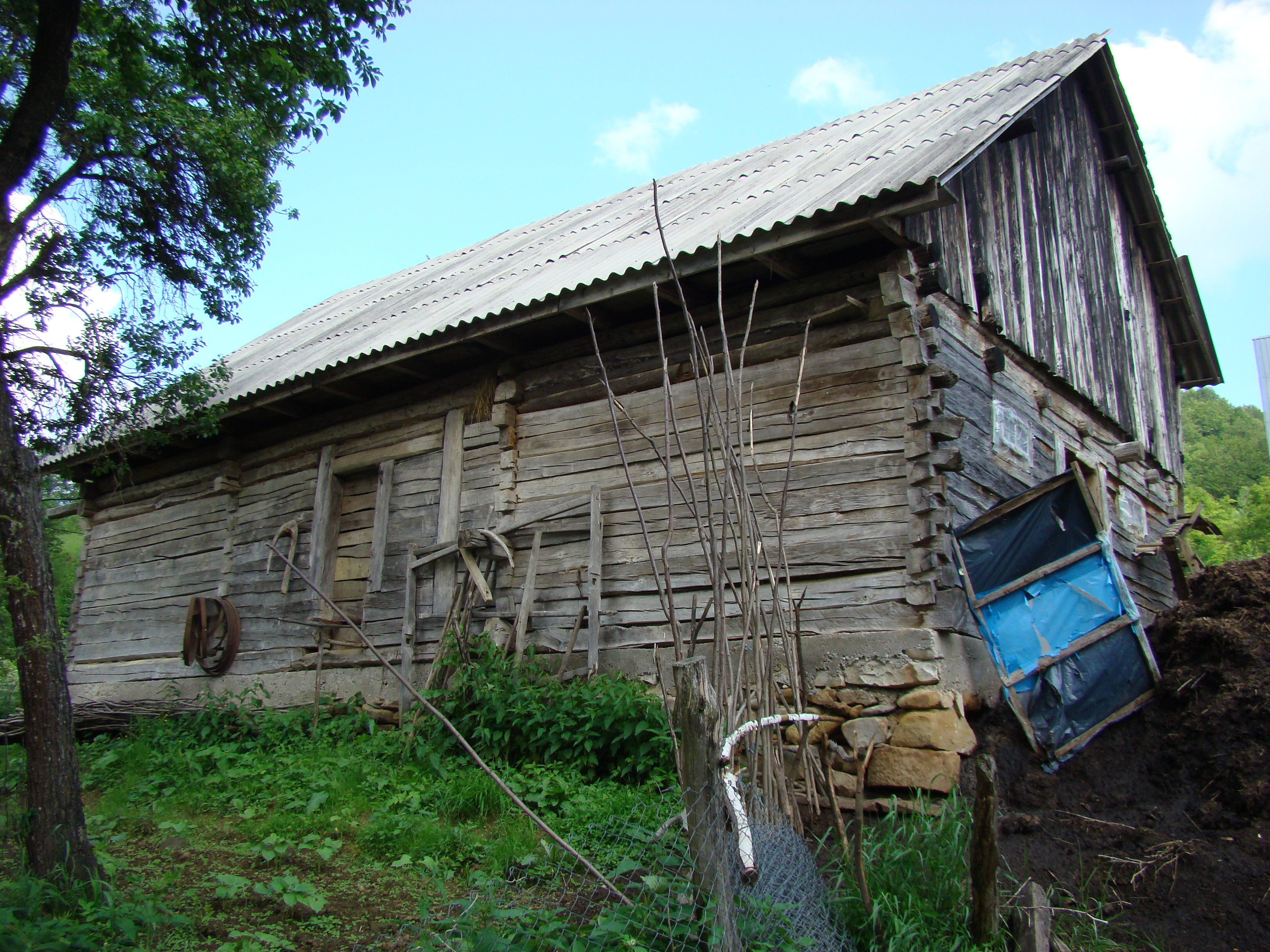
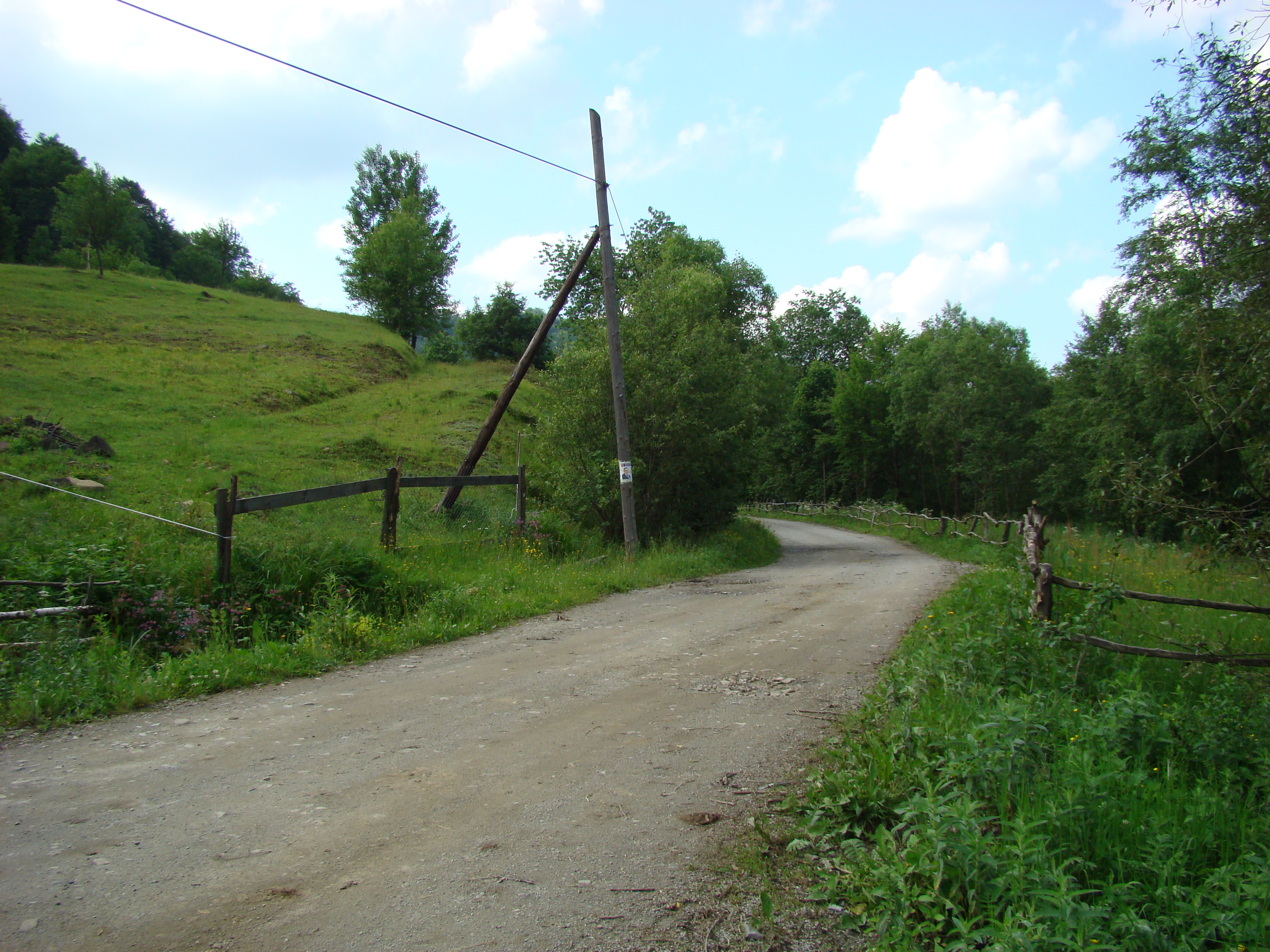